# Mairari
Mairari war Negus Negest (Kaiser) von Äthiopien. Einigen Aufzeichnungen zufolge war er ein Mitglied der Zagwe-Dynastie. Über seine Herrschaft ist nur wenig bekannt. E. A. Wallis Budge gibt einen Zeitraum von 15 oder 18 Jahren an und schreibt, dass Mairari um 1308 starb.
Andere Gelehrte datieren den Zeitpunkt seines Todes hingegen vor die Thronbesteigung Yekuno Amlaks im Jahr 1270.